# Spawanie termitowe
Spawanie termitowe (aluminotermiczne) – proces egzotermiczny, w którym źródłem ciepła jest reakcja chemiczna polegająca na spaleniu termitu, tj. : mieszanki tlenku żelaza (zgorzeliny hutniczej) i aluminium w stosunku 78:22.

## Przebieg spawania
Łączone części należy zaformować, pozostawiając szczelinę. Następnie masa formierska musi być wysuszona i wypalona. Łączone miejsca są podgrzewane do temp. ok. 800÷1000°C za pomocą palnika propan – butan. Termit jest umieszczany w tyglu i zapalany przy pomocy zapałów błyskawicznych o temp. zapłonu ok. 1300 °C. W rezultacie spalenia termitu otrzymuje się stal rozgrzaną do temp. ok. 2500÷2900 °C. Roztopioną stal wlewa się do formy. W wyniku kontaktu roztopionej stali z łączonymi detalami następuje nadtopienie krawędzi i trwałe zespolenie. Po ostygnięciu usuwa się formę, obcina nadlewy i szlifuje na gotowo.

## Zastosowanie
- łączenie przedmiotów stalowych, staliwnych i żeliwnych o dużych przekrojach
- łączenie i naprawa szyn kolejowych[1]
- naprawa wad odlewniczych
- naprawa pęknietych wałów i czopów stalowych

## Podstawowe reakcje chemiczne zachodzące podczas spawania termitowego
3/2 FeO + Al → 3/2 Fe + 1/2 Al2O3 + 440,5 kJ
1/2 Fe2O3 + Al → Fe + 1/2 Al2O3 + 426,5 kJ
3/8 Fe3O4 + Al → 9/8 Fe + 1/2 Al2O3 + 418,3 kJ